# Nova Scotia Highway 118
Der Nova Scotia Highway 118 (NS 118) befindet sich in der kanadischen Provinz Nova Scotia, er hat eine Länge von 16 km. Der Highway beginnt im Zentrum der Stadt Halifax und verläuft in nördlicher Richtung. Er endet am Highway 102 südlich vom Halifax Stanfield International Airport und bildet daher die direkte Verbindung der Stadt Dartmouth mit dem Flughafen. Die Route ist als Hauptroute (Core Route) Bestandteil des National Highway Systems.